# برایان رویز
برایان جفت رویز گونزالز (اسپانیایی: Bryan Jafet Ruiz González‎؛ زاده ۱۸ اوت ۱۹۸۵) بازیکن فوتبال اهل کاستاریکا است.
وی همچنین در تیم ملی فوتبال کاستاریکا بازی کرده‌است.